# Fabian Stumm

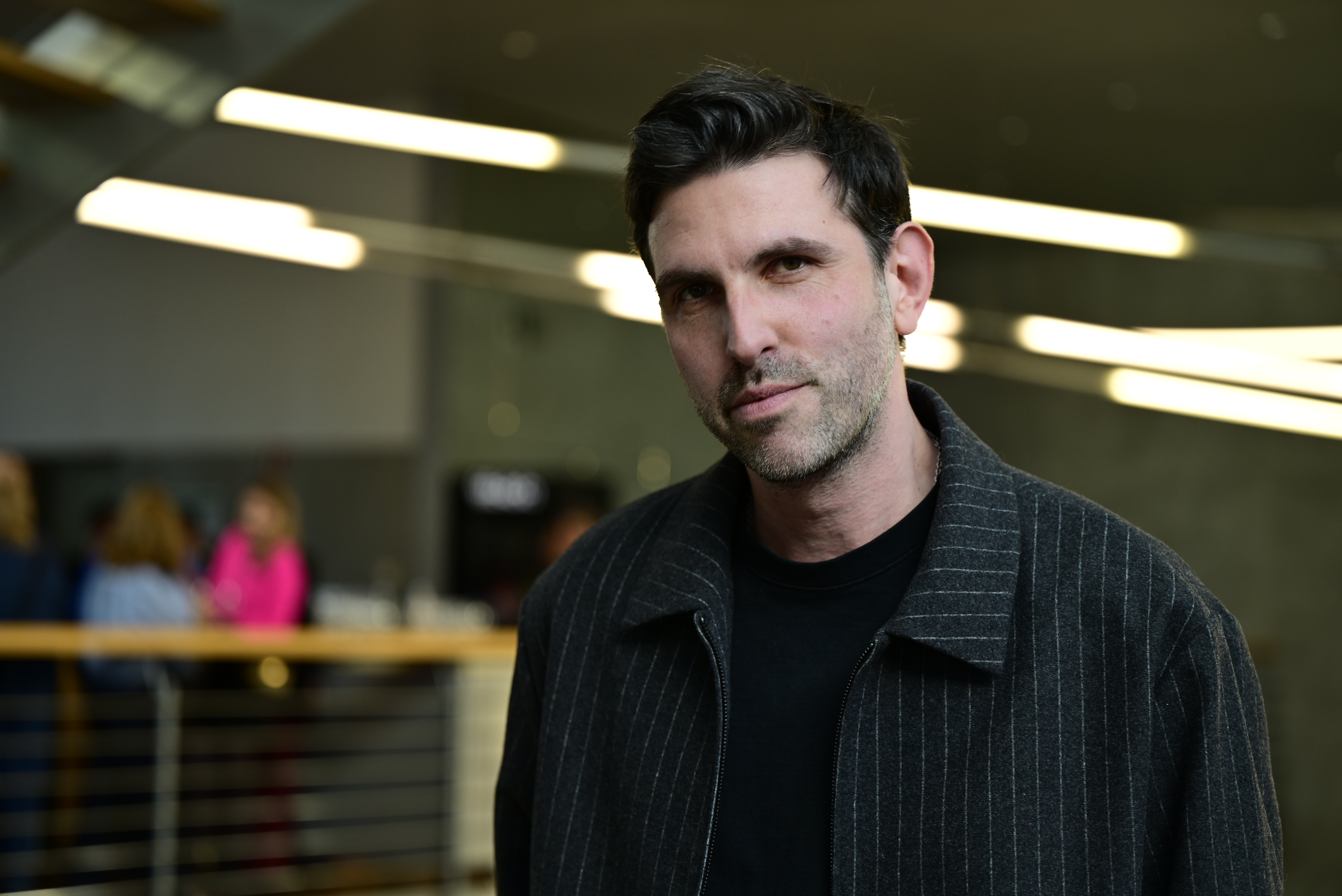
Fabian Stumm (2025)

Fabian Stumm (* 1981 in Koblenz) ist ein deutscher Schauspieler, Drehbuchautor und Filmregisseur.

## Leben
Stumm ist der Enkel des Malers Richard Stumm. 2001 zog er nach New York City, wo er bis 2003 Schauspiel am Lee Strasberg Theatre and Film Institute studierte.
Seit 2005 arbeitet er als freier Schauspieler und spielte unter anderem am Ballhaus Ost, im HAU – Hebbel am Ufer, am Theater Neumarkt, an der Volksbühne Berlin, der Kaserne Basel und an den Münchner Kammerspielen. Er war Mitglied der Tanz- und Performance-Company D.I.E NOW der israelischen Künstlerin Keren Cytter und spielte auf deren internationaler Tournee in der Tate Modern in London, im Kunst- und Kulturzentrum Tramway in Glasgow und in The Kitchen in New York. 2010 wirkte er am Berliner HAU – Hebbel am Ufer in der Uraufführung von Keren Cytters abendfüllendem Tanzstück The True Story of John Webber mit. Mit Cytters Zwei-Personen-Stück Show Real Drama war er ab 2011 am HAU – Hebbel am Ufer, am Theater Neumarkt, in der Tate Modern und anderen Häusern in Europa, Asien und den USA zu sehen.
Sein Filmdebüt gab er 2007 in dem Kurzfilm Von Fall zu Fall von Sascha Quednau. 2010 spielte er, erneut unter der Regie von Quednau, in Neon Aura, einer Verfilmung der Short Story Good Old Neon von David Foster Wallace. Außerdem war er an der Seite von Knut Berger in 56 von Lars Löllmann zu sehen, der 2012 beim Filmfestival Max-Ophüls-Preis für den besten Kurzfilm nominiert wurde.
2011 übernahm er neben Rudolf Martin, Kristina Klebe, Ben Bela Böhm und Janina Elkin eine Hauptrolle in dem Spielfilm Bela Kiss: Prologue von Lucien Förstner, einem Horror-Thriller über den ungarischen Serienmörder Béla Kiss. Danach war er in dem Nachkriegsdrama Lore (2012) von Cate Shortland sowie neben Brit Marling und Jack Huston in der Romantic Comedy Posthumous von Lulu Wang zu sehen.
Zu seinen Fernseharbeiten gehört die arte/BBC-Produktion Der Krieg und ich (2019). 2020 spielte er in einer Folge der Jugendserie Druck.
2021 war er in den Kinofilmen Ivie wie Ivie von Sarah Blaßkiewitz, der auf dem Filmfest München Premiere hatte, und Große Freiheit von Sebastian Meise zu sehen, der auf den 74. Internationalen Filmfestspielen von Cannes in der Sektion „Un Certain Regard“ mit dem Jurypreis ausgezeichnet wurde.
Sein Regiedebüt gab er mit dem Kurzfilm Bruxelles, der 2021 in den Wettbewerb des Achtung Berlin-Filmfestivals eingeladen wurde. Seine zweite Regiearbeit Daniel wurde 2022 auf dem Achtung Berlin-Filmfestival mit dem Preis für den besten mittellangen Film ausgezeichnet. Sein Langfilmdebüt Knochen und Namen wurde 2023 in der Sektion „Perspektive Deutsches Kino“ auf die Berlinale eingeladen und gewann den Heiner-Carow-Preis der DEFA-Stiftung. Mit seinem Film Sad Jokes gewann er auf dem Filmfest München 2024 den Förderpreis Neues Deutsches Kino und den FIPRESCI-Preis des internationalen Verbands der Filmkritik. Seine internationale Premiere hatte der Film auf dem Toronto International Film Festival 2024. 2025 wurde er für seine Hauptrolle in Sad Jokes mit dem Preis der deutschen Filmkritik als bester Schauspieler des Jahres ausgezeichnet.
Im Oktober 2024 wurde Stumm Mitglied der Deutschen Filmakademie.

## Filmografie (Auswahl)
- 2007: Von Fall zu Fall (Kurzfilm)
- 2009: Paralyse (Kurzfilm)
- 2010: Heimweh (Kurzfilm)
- 2010: Neon Aura (Kurzfilm)
- 2011: Vater (Kino)
- 2012: 56 (Kurzfilm)
- 2012: Lore (Kino)
- 2013: Bela Kiss: Prologue (Kino)
- 2013: Die Fahnderin (Fernsehfilm)
- 2013: Bella Casa – Hier zieht keiner aus! (Fernsehfilm)
- 2014: Posthumous (Kino)
- 2014: 600 PS für zwei (Fernsehfilm)
- 2014: Involution (Kurzfilm)
- 2015: Grind Reset Shine (Kino)
- 2015: Treppe aufwärts (Kino)
- 2016: Blank (Kino)
- 2018: Der Kriminalist (Fernsehserie)
- 2019: Der Krieg und ich (Fernsehserie)
- 2020: Bruxelles (Kurzfilm)
- 2020: Druck (Webserie)
- 2021: Ivie wie Ivie (Kino)
- 2021: Große Freiheit (Kino)
- 2021: Tatort: Die Kalten und die Toten (Fernsehreihe)
- 2022: Daniel (Kino)
- 2023: Knochen und Namen (Kino)
- 2024: Sad Jokes (Kino)